# ヴァーダイン・ホワイト
- ヴァーディン・ホワイト

ヴァーダイン・ホワイト（英: Verdine White、1951年7月25日 - ）は、アメリカのベーシスト、ソングライター、ミュージシャン。アース・ウィンド・アンド・ファイアー（EWF）のベーシストとして知られる。 
ローリング・ストーン誌が選んだ「史上最高のベーシスト50選」で第19位に選ばれている。

## バイオグラフィ
1951年に、父ヴァーダイン・ホワイト・シニアと母エドナ・パーカーの子として生まれる。
シカゴのハイスクール在学中に音楽を始めて、シカゴ交響楽団（CSO）のラディ・ヴェラに師事し、またルイ・サターフィールド（後にフェニックス・ホーンズのトロンボーン奏者になる）とベース・ギターを学ぶ。
CSOに数年在籍後の1969年に、シカゴ近郊のジャズクラブでプロとしてエレクトリック・ベースを弾き始める。
後にシカゴに拠点を置くEWFの前身である「ソルティ・ペパーズ」を含めて、兄のモーリス・ホワイトとともにロサンゼルスに拠点を移した、EWFの結成初期の頃から在籍している（弟のフレッド・ホワイトも後に加入する）。
現在は2代目リーダーのフィリップ・ベイリー、ラルフ・ジョンソンらとともにEWFを支えて、活躍している。
妻はハニー・コーンのメンバーのシェリー・クラークである。
2016年に、兄のモーリスの訃報の際に悲痛のコメントを出した。

## ディスコグラフィ

### 参加アルバム
- ラムゼイ・ルイス : 『サン・ゴッデス』 - Sun Goddess (1974年) ※ベース、ボーカル
- ラムゼイ・ルイス : Electric Collection (1975年) ※ベース、ボーカル
- ジーン・ハリス : 『イン・ア・スペシャル・ウェイ』 - In a Special Way (1976年) ※ベース
- エモーションズ : 『フラワーズ』 - Flowers (1976年) ※ベース
- デニース・ウィリアムス : 『私はデニース』 - This Is Niecy (1976年) ※ベース
- エモーションズ : 『リジョイス』 - Rejoice (1977年) ※ベース
- ジーン・ハリス : 『トーン・タントラム』 - Tone Tantrum (1977年) ※ベース
- レニー・ホワイト : 『ビッグ・シティ』 - Big City (1977年)
- ハーヴィー・メイソン : 『ファンク・イン・ア・メイソン・ジャー』 - Funk in a Mason Jar (1977年)
- ポケッツ : 『平和の使者』 - Come Go With Us (1977年) ※プロデューサー
- デニース・ウィリアムス : 『ソング・バード』 - Song Bird (1977年) ※ベース
- エモーションズ : 『サンビーム』 - Sunbeam (1978年) ※ベース
- デオダート : 『ラヴ・アイランド』 - Love Island (1978年) ※ベース
- ハーヴィー・メイソン : 『グルーヴィン・ユー』 - Groovin You (1979年) ※ベース
- レベル42 : 『サン・ゴーズ・ダウン』 - Standing in the Light (1983年) ※プロデューサー
- ノーマン・ブラウン : 『ジャスト・ビトウィーン・アス』 - Just Between Us (1992年)
- アーバン・ナイツ : 『2』 - Urban Knights II (1997年) ※ベース、プロデューサー
- ジェニファー・ロペス : 『ディス・イズ・ミー…ゼン』 - This Is Me... Then (2002年) ※ベース
- ソランジュ : True (2012年) ※EP。ベース
- フレディ・ラヴェル : 『太陽王国』 - Sol to Soul (2014年) ※ベース、アソシエイトプロデューサー
- フロー・ライダー : 『マイ・ハウス』 - My House (2015年) ※ベース。「I Don't Like It, I Love It」に参加
- ケリー・クラークソン : 『ミーニング・オブ・ライフ』 - Meaning of Life (2017年) ※ベース